# Szëmich

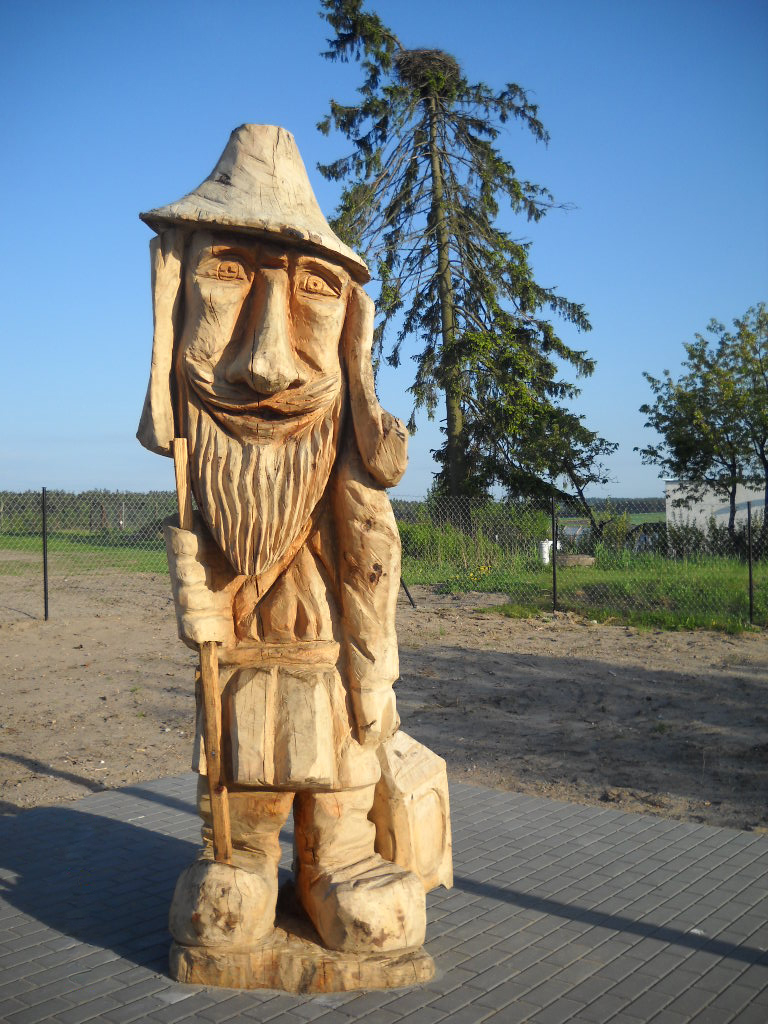
Szëmich, rzeźba wykonana przez artystę ludowego Jana Redźko

Szëmich – kaszubski dobrotliwy duch lasów, opiekun przyjemnych cisz i łagodnych szumów.
Drewniana figura przedstawiająca Szëmicha, jako jedna z 13 figur szlaku turystycznego „Poczuj kaszubskiego ducha" współfinansowanego ze środków unijnych i wykonana przez Jana Redźko na podstawie opracowania "Bogowie i duchy naszych przodków. Przyczynek do kaszubskiej mitologii" Aleksandra Labudy, znajduje się w miejscowości Pobłocie.